# Geneseo (Illinois)
Geneseo – miasto w Stanach Zjednoczonych, w stanie Illinois, w hrabstwie Henry.